# Epigynopteryx sogai
Epigynopteryx sogai là một loài bướm đêm trong họ Geometridae.